# Questo è il giardino
Questo è il giardino è un film drammatico del 1999 diretto da Giovanni Davide Maderna. È stato scritto da Carolina Freschi e dallo stesso Giovanni Davide Maderna.

## Trama
Due studenti del Conservatorio, Laura e Carlo, si conoscono e si innamorano. I due vanno a vivere nella caso di Carlo cercando di costruire una vita.

## Riconoscimenti
- 1999 - Leone del Futuro – Premio Venezia opera prima “Luigi De Laurentiis”
- 1999 - Isvema Award